# Harry Mungra (jurist)
Harrypersad (Harry) Mungra (1 mei 1925 – 2008) was een Surinaams jurist, bestuurder en politicus van de Verenigde Hindoestaanse Partij (VHP).
Hij was een van de 17 kinderen van Johannes Sugdew Mungra. Hij was een rechtenstudent toen hij begin 1950 trouwde met Ghadjmoti Ammersingh (1931-2011) met wie hij zes kinderen kreeg.
Hij volgde een opleiding aan de Surinaamse Rechtsschool en slaagde daar in 1952 voor het derde gedeelte van het advocatenexamen. Vervolgens was hij werkzaam als advocaat.
Bij de parlementsverkiezingen van 1958 werd hij verkozen werd tot lid van de Staten van Suriname. Hij trad daarmee in de voetsporen van zijn vader die van 1951 tot 1958 eveneens VHP-Statenlid was. Zelf bleef hij tot 1963 lid van de Staten van Suriname waarna zijn broer Alwin voor de VHP in het parlement kwam.
Hij werd hoofd van de Dienst der Kosteloze Rechtsbijstand die behoorde tot het ministerie van Justitie en Politie. Mungra volgde in 1969 W.E. Juglall op als directeur van het kabinet van de gevolmachtigd minister van Suriname in Nederland. Drie jaar later keerde hij terug naar Suriname en werd daar aanvankelijk hoofdambtenaar ter beschikking van de minister van Districtsbestuur en Decentralisatie. Hij zou het brengen tot directeur van dat ministerie.
Hij werd in november 1978 onderscheiden als Ridder in de Ereorde van de Gele Ster.